# Hard to Handle (lied)
"Hard to Handle" is een nummer van de Amerikaanse zanger Otis Redding. Het nummer verscheen op zijn tweede postume album Siren uit 1968. In juni van dat jaar werd het nummer, als dubbele A-kant met "Amen", uitgebracht als de tweede single van het album. In 1990 zette de Amerikaanse band The Black Crowes een cover op hun debuutalbum Shake Your Money Maker, die later dat jaar werd uitgebracht als hun derde single.

## Achtergrond
"Hard to Handle" is geschreven door Redding in samenwerking met Allen Jones, Al Bell en geproduceerd door Steve Cropper. Nadat Redding op 10 december 1967 bij een vliegtuigongeluk om het leven kwam, werden vier albums met enkelen van zijn onuitgebrachte nummers uitgebracht over een periode van drie jaar. The Immortal Otis Redding was de tweede in deze serie albums. "Hard to Handle" werd uitgekozen als een van de singles; uiteindelijk kwam het uit als dubbele A-kant met het traditionele gospellied "Amen". In deze hoedanigheid bereikte het enkele hitlijsten. In de Verenigde Staten kwam het tot plaats 51 in de Billboard Hot 100 en plaats 38 in de Hot Rhythm and Blues Singles-lijst. Daarnaast kwam het in het Verenigd Koninkrijk tot de vijftiende plaats. In Nederland bereikte het de twintigste plaats in zowel de Top 40 als de Parool Top 20.
"Hard to Handle" is gecoverd door diverse artiesten, waaronder Greyson Chance, Gov't Mule met Toots Hibbert, Grateful Dead, Etta James, Guy Sebastian en Paul Young. De bekendste versie is afkomstig van de rockband The Black Crowes, die het opnamen voor hun album Shake Your Money Maker. Er bestaan twee verschillende versies door de groep: de singleversie, waarop de blazerssectie meerdere keren is opgenomen, en de originele albumversie. De single behaalde plaats 26 in de Amerikaanse Billboard Hot 100 en werd een nummer 1-hit in de Mainstream Rock-lijst. In het Verenigd Koninkrijk kwam het tot plaats 45. In Nederland werd de Top 40 niet behaald en bleef het steken op de elfde plaats in de Tipparade, maar in de Nationale Top 100 bereikte het plaats 56.

## Hitnoteringen

### Otis Redding

#### Nederlandse Top 40
| Hitnotering: 10-08-1968 t/m 19-10-1968 | Hitnotering: 10-08-1968 t/m 19-10-1968 | Hitnotering: 10-08-1968 t/m 19-10-1968 | Hitnotering: 10-08-1968 t/m 19-10-1968 | Hitnotering: 10-08-1968 t/m 19-10-1968 | Hitnotering: 10-08-1968 t/m 19-10-1968 | Hitnotering: 10-08-1968 t/m 19-10-1968 | Hitnotering: 10-08-1968 t/m 19-10-1968 | Hitnotering: 10-08-1968 t/m 19-10-1968 | Hitnotering: 10-08-1968 t/m 19-10-1968 | Hitnotering: 10-08-1968 t/m 19-10-1968 | Hitnotering: 10-08-1968 t/m 19-10-1968 | Hitnotering: 10-08-1968 t/m 19-10-1968 |
| Week                                   | 1                                      | 2                                      | 3                                      | 4                                      | 5                                      | 6                                      | 7                                      | 8                                      | 9                                      | 10                                     | 11                                     |                                        |
| -------------------------------------- | -------------------------------------- | -------------------------------------- | -------------------------------------- | -------------------------------------- | -------------------------------------- | -------------------------------------- | -------------------------------------- | -------------------------------------- | -------------------------------------- | -------------------------------------- | -------------------------------------- | -------------------------------------- |
| Positie                                | 37                                     | 25                                     | 22                                     | 22                                     | 20                                     | 28                                     | 29                                     | 28                                     | 28                                     | 30                                     | 37                                     | uit                                    |

#### Parool Top 20
| Hitnotering: 17-08-1968 t/m 24-08-1968 | Hitnotering: 17-08-1968 t/m 24-08-1968 | Hitnotering: 17-08-1968 t/m 24-08-1968 | Hitnotering: 17-08-1968 t/m 24-08-1968 |
| Week                                   | 1                                      | 2                                      |                                        |
| -------------------------------------- | -------------------------------------- | -------------------------------------- | -------------------------------------- |
| Positie                                | 20                                     | 20                                     | uit                                    |

#### NPO Radio 2 Top 2000
| Nummer met noteringen in de NPO Radio 2 Top 2000 | '00  | '01-'09 | '10  | '11  | '12  | '13  |
| ------------------------------------------------ | ---- | ------- | ---- | ---- | ---- | ---- |
| Hard to Handle                                   | 1604 | -       | 1980 | 1922 | 1820 | 1652 |

1. ↑  Een '-' betekent dat het nummer niet was genoteerd en een vetgedrukt getal geeft de hoogste notering aan.
2. ↑  2000 was het eerste jaar met een notering voor dit nummer.
3. ↑  Deze tabel is bijgewerkt tot en met de laatste editie (2024).

### The Black Crowes

#### Nationale Top 100
| Hitnotering: 12-10-1991 t/m 09-11-1991 | Hitnotering: 12-10-1991 t/m 09-11-1991 | Hitnotering: 12-10-1991 t/m 09-11-1991 | Hitnotering: 12-10-1991 t/m 09-11-1991 | Hitnotering: 12-10-1991 t/m 09-11-1991 | Hitnotering: 12-10-1991 t/m 09-11-1991 | Hitnotering: 12-10-1991 t/m 09-11-1991 |
| Week                                   | 1                                      | 2                                      | 3                                      | 4                                      | 5                                      |                                        |
| -------------------------------------- | -------------------------------------- | -------------------------------------- | -------------------------------------- | -------------------------------------- | -------------------------------------- | -------------------------------------- |
| Positie                                | 89                                     | 68                                     | 58                                     | 56                                     | 76                                     | uit                                    |

#### NPO Radio 2 Top 2000
| Nummer met noteringen in de NPO Radio 2 Top 2000 | '14  | '15  | '16  | '17  | '18  | '19  | '20  | '21  | '22  | '23  |
| ------------------------------------------------ | ---- | ---- | ---- | ---- | ---- | ---- | ---- | ---- | ---- | ---- |
| Hard to Handle                                   | 1660 | 1928 | 1635 | 1634 | 1881 | 1915 | 1741 | 1660 | 1693 | 1968 |

1. ↑  Een vetgedrukt getal geeft de hoogste notering aan.
2. ↑  2014 was het eerste jaar met een notering voor dit nummer.
3. ↑  Deze tabel is bijgewerkt tot en met de laatste editie (2024).